# Lámání chleba
Lámání chleba je v křesťanské liturgii jednou z podstatných částí bohoslužby oběti. Upomíná na židovský zvyk, který zachoval i Ježíš Kristus při své poslední večeři. Probíhá tak, že celebrant nad patenou rozlamuje Tělo Páně (tedy proměněnou hostii) na partikule a jednu z nich vpouští do kalicha, zatímco ostatní zpívají nebo alespoň recitují Agnus Dei.
| „                       | Když jedli, Ježíš vzal chléb, požehnal ho, lámal a dával ho svým učedníkům se slovy: „Vezměte, jezte. To je mé tělo.“ | “ |
| — Mt 26, 26 (Kral, ČEP) | |   |